# Je suis le gardien du phare
Je suis le gardien du phare est un recueil de nouvelles fantastiques d'Éric Faye publié le 7 novembre 1997 aux éditions José Corti et ayant reçu le Prix des Deux Magots l'année suivante, ex æquo avec Alexandrie de Daniel Rondeau. Ce recueil comprend neuf récits, écrits de 1990 à 1997, dont le plus long, qui donne son titre au recueil.

## Résumé
Je suis le gardien du phare est une variation par l'absurde sur la condition d'un gardien de phare qui n'a rien à signaler, sinon son propre phare, et qui n'aperçoit jamais le moindre bateau dans la zone maritime où il veille. Les huit autres nouvelles de ce livre sont :
- Tandis que roule le train
- Le Vent de six heures dix-huit
- Frontières
- Des nouvelles de l'entrée de l'enfer
- La plage où dort une sirène
- Les Marchands de nostalgie
- Le Dernier
- Hivernage

## Éditions
- Je suis le gardien du phare, éditions José Corti, 1997  (ISBN 2-7143-0626-8).